# REBOA
Unter REBOA (engl.: resuscitative endovascular balloon occlusion of the aorta) wird eine Notfallmaßnahme zur Versorgung von polytraumatisierten, stark blutenden Patienten bezeichnet, bei der über einen endovaskulären Zugang ein Ballon in die Bauchschlagader (Aorta abdominalis) eingeführt wird, und durch Dilatation des Ballons die Blutzufuhr unterhalb des Ballons unterbrochen wird, um bei massiven unfallbedingten Verletzungen des Bauch- oder Beckenbereichs eine vorübergehende Blutstillung zu erreichen, durch Erhöhen der Nachlast eine hämodynamische Stabilisierung zu erreichen und ein Verbluten zu verhindern.

## Indikationen
Dieses Verfahren der Interventionellen Radiologie ist wegen der erheblichen Gefahren und Schwierigkeiten der damit verbundenen intensivmedizinischen Versorgung nur Traumazentren der Maximalversorgung mit entsprechender Ausstattung vorbehalten. Das Verfahren ist vergleichbar einer offenen per Thorakotomie oder Laparotomie durchgeführten Abklemmung der Aorta (super-/infradiaphragmal), aber minimalinvasiv.
Die Indikation besteht bei Polytrauma-Patienten mit unkontrolliertem massivem Blutverlust ("Verbluten") im Bauchraum oder Beckenbereich, oftmals durch komplexe Beckenbrüche ausgelöst und oftmals mit Blutungen in den Retroperitonealraum verbunden, etwa durch den Abriss von großen Arterien. Das Ziel ist, den Patienten hämodynamisch zu stabilisieren und Zeit für die definitive Versorgung der Blutungen zu bekommen, was in der Regel per Notfall-Operation erfolgt, als Laparotomie oder per paraperitonealem Zugang in den Retroperitonealraum.
Bevor ein REBOA eingesetzt wird, muss eine lebensbedrohliche Blutung oberhalb der geplanten REBOA-Einsatzstelle ausgeschlossen werden, vor allem solche oberhalb des Zwerchfells: Blutungen in den Brustraum (Hämothorax), Herzbeutel (Hämoperikard), im Mediastinum oder intrakraniale Blutungen. Im Bereich der Bauchaorta bestehen drei mögliche Lokalisationen:
- Zone I: oberhalb des Truncus coeliacus
- Zone II: zwischen Truncus coeliacus und Abgang der Nierenarterien
- Zone III: zwischen dem Abgang der Nierenarterien und der Aortenbifurkation.

Wenn der REBOA in der Bauchaorta tiefer, etwa in Zone III eingesetzt wird, muss auch sichergestellt werden, dass keine lebensbedrohlichen Blutungen in den Bauchraum (Hämoperitoneum) vorliegen, da sonst eine höhere Platzierung angezeigt wäre. Dies kann in der Schockraum-Diagnostik durch den FAST-Ultraschall erfolgen.
Kontraindikationen sind neben lebensbedrohlichen Blutungen oberhalb der REBOA-Einsatzstelle auch penetrierende thorakale Wunden, die einer sofortigen anterolateralen Thorakotomie und ggf. einer Aortenklemme bedürfen.

## Durchführung
Der Ballon wird über einen arteriellen Zugang meist in der Leiste in die Arteria femoralis eingeführt – wo in der Regel im Rahmen der Schockraum-Versorgung bereits ein arterieller Zugang eingebracht wurde. Zunächst wird ein Metalldraht bis in die Bauchaorta vorgeschoben, dies wird per Durchleuchtung kontrolliert. Ist die Lage des Ballons entsprechend der zuvor festgelegten Zone korrekt, kann der Ballon dilatiert werden. Wird dafür Kontrastmittel verwendet, ist die Lage und Größe besser zu kontrollieren.
Ein REBOA darf maximal dreißig Minuten verbleiben, da durch die Ischämie der unteren Körperhälfte erhebliche Gefahren entstehen. In dieser Zeit muss der Polytrauma-Patient durch Massentransfusionen von Erythrozyten-Konzentraten, Gefrorenes Frischplasma, Infusionstherapie und aggressiven Einsatz vasokonstriktiver Medikamente wie Noradrenalin und Vasopressin hämodynamisch stabilisiert werden. Zugleich muss er auf den operativen Eingriff vorbereitet werden, wobei bereits eine Intubationsanästhesie sinnvoll ist. Diese darf aber nicht zu tief sein, da sie sonst die sympathische vasokonstriktive Aktivität bremst und zusätzlich zur Hypovolämie beitragen kann. Daher werden zum Monitoring oft neben einer intraarteriellen Blutdruckmessung ein transösophagealer Herzultraschall und eine Elektroenzephalografie zur Kontrolle der Narkosetiefe eingesetzt.
Da die Zeit begrenzt ist, wird in der Regel in der Notfall-Operation nach Absaugen und Ausspülen der Blutung ein "packaging" des Bauch- oder Retroperitonealraums vorgenommen und der definitive Wundverschluss auf eine "second look"-Operation einige Tage später verschoben.
Zur sicheren Versorgung von retroperitonealen Blutungen durch komplexe Beckenbrüche muss auch eine externe Stabilisierung des Beckens mit Hilfe eines Fixateur externe erfolgen, der unter Durchleuchtungskontrolle eingesetzt wird.
Wenn die Blutung gestoppt ist, muss der Ballon entfernt werden. Durch die Wiedereröffnung der unteren Körperhälfte kommt es zu einem plötzlichen massiven Blutdruckabfall durch Fehlen der Nachlast, wofür entsprechende anästhesiologische Maßnahmen vorbereitet sein müssen. Ischämie-bedingt treten auch eine Hyperkaliämie und eine "Auswasch"-Laktat-Azidose auf, die ebenfalls umgehend therapiert werden müssen, schneller, als aktualisierte Laborwerte zur Verfügung stehen könnten. Neben einem hypovolämischen Schock kann es auch zu einer Hypothermie sowie zu einer Koagulopathie kommen, die zu einer diffusen Blutung und einer disseminierten intravasalen Gerinnung (DIC) sowie Multiorganversagen und einem Systemischen inflammatorischen Response-Syndrom (SIRS) führen kann.

## Komplikationen
Durch die Ischämie kann es neben den zahlreichen traumabedingten und Wundprobleme durch die REBOA zu speziellen schwerwiegenden Probleme kommen:
- Kompartmentsyndrom: Massive Schwellungen in den Muskellogen vor allem am Unterschenkel können zu einer Nekrose der Muskulatur führen und die Arterien komprimieren, weshalb frühzeitige Fasziotomien und eine engmaschige Drucküberwachung notwendig sind.
- Crush-Nieren: Durch die Ischämie der unteren Extremitäten kann Muskelgewebe absterben (Rhabdomyolyse) und zu einer akuten Nierenversagen führen, die zu einer terminalen Niereninsuffizienz mit Dialyse-Pflichtigkeit oder Notwendigkeit einer Nierentransplantation führen kann.
- Amputation: nach einem Kompartmentsyndrom oder bei unzureichender Wiederherstellung der Gefäßversorgung der unteren Extremitäten, vor allem bei Wundinfekt nach Kompartmentspaltung sind manchmal distale Amputationen, v. a. des Fußes oder Unterschenkels notwendig.
- Dünndarm-Nekrose: durch die Ischämie auch des Bauchraums, durch die chirurgische Unterbindung der versorgenden Arterien im Rahmen der Notfall-Blutstillung, oder im Rahmen von Schock-Komplikatonen (z. B. DIC, Sepsis) Darmabschnitte absterben. Dann muss eine Teilentfernung der nekrotischen Darmabschnitte erfolgen, eventuell mit vorübergehender oder bleibender Anlage einer Colostomie oder Ileostomie.

## Ergebnisse
In einer Umfrage unter amerikanischen Level-I-Traumazentren gaben 42 % (15 von 36) der antwortenden Zentren (36 von 158) an, REBOA einzusetzen. Von diesen war in 40 % REBOA (6 von 15) das Mittel der Wahl bei hämodynamisch instabilen Beckenfrakturen.
Bisher liegen neben zahlreichen Einzelfallbeschreibungen nur wenige tierexperimentelle und retrospektive Studien vor, die aber bei richtiger Indikation auf eine Verbesserung der Hämodynamik, positive physiologische Effekte und eine reduzierte Mortalität hinweisen.